# 金太宗
金太宗完顏晟（1075年11月25日—1135年2月9日），金朝第二位皇帝（1123年9月27日—1135年2月9日在位）。女真名吳乞買，金太祖之弟，身材魁梧，力大無比，能親手搏熊刺虎。在位12年，终年59岁。先后滅遼朝及北宋。

## 生平
完颜吴乞买出生于1075年11月25日。天會三年二月二十日（1125年3月26日），辽天祚帝在应州被金朝将领完颜娄室等所俘，八月被解送金上京，被降为海滨王，辽朝灭亡。
天會三年（1125年）十月，對北宋發動戰爭，令諳班勃極烈完颜斜也為都元帥，統領金軍，兵分東、西兩路，逼進北宋首都汴京，由於李綱頑強抵抗，金兵一時不能得逞，雙方訂「城下之盟」。
天會四年（1126年）八月，經過半年的休整，金太宗再次命完顏宗望、完顏宗翰兩路軍大舉南侵，汴京再度被包圍，當時開封府尹何栗、樞密孫傅迷信，被妖道郭京詐騙，居然以道術「六丁六甲法」守城。金人大破之，郭京遁逃，汴京城陷，宋欽宗投降。天會五年二月初六（1127年3月20日），金太宗下詔廢徽、欽二帝，貶為庶人，俘虏二帝北上，并携带掠夺来的大量财宝和皇室大臣宫女等15000人，北宋滅亡。天會六年（1128年）八月二十四日，吳乞買封宋徽宗為昏德公，宋欽宗為重昏侯，移遷五國城（今黑龍江省依蘭縣城北舊古城）。
他在位时期创建了各种典章制度，奠定金代经国规模，晚年改变兄终弟及的旧制，立太祖孙完颜亶（金熙宗）为继承人。
天會十三年正月二十五日（1135年2月9日），太宗病死於明德宮，終年六十一歲。遺體葬和陵。其后代全被海陵王完颜亮所杀，海陵王遷都燕都後，改葬於大房山，稱金恭陵。
他死後，於天會十三年三月七日上諡號文烈皇帝，廟號太宗。皇統五年閏十一月增諡体元应运世德昭功哲惠仁圣文烈皇帝。後以完顏宗翰（轉太祖廟）、完顏宗望、完顏婁室、完颜银术可（轉太祖廟）、韓企先、完顏杲、完顏希尹、完顏宗弼等配享太宗廟庭

## 宰执大臣
- 完顏斜也，諳班勃極烈（1123年十二月—1130年九月）
- 完颜昱，昃勃极烈（1123年—1135年）
- 完颜宗翰，移赉勃极烈（1123年—1132年四月）；国论右勃极烈兼都元帅（1132年四月—1135年）
- 完顏宗幹，国论勃极烈（1123年十二月—1132年四月）；国论左勃极烈（1132年四月—1135年）
- 完顏謾都訶，阿舍勃极烈、参议国政（1124年—1125年三月）
- 韓資正，同知宣徽院事、加尚书左仆射（1125年正月）
- 韩企先，同中书门下平章事、知枢密院事（1129年正月—1130年正月）；尚书左仆射兼侍中（1130年正月—1135年）
- 铁骊突离剌，同中书门下平章事（1130年十月）
- 时立爱，同中书门下平章事、侍中（1131年正月—1135年）
- 完颜亶，谙班勃极烈（1132年四月—1135年正月）
- 完颜宗磐，国论忽鲁勃极烈（1132年四月—1135年）

## 家庭

### 妻妾
- 欽仁皇后唐括氏

### 子女
- 長子宋国王完顏宗磐，名 蒲魯虎
- 次子[4]沂王完顏賢
- 三子[4]滕王完顏宗英，名 斛沙虎
- 四子[4]虞王完颜宗伟，名 阿魯補
- 豳王完顏宗固，名 胡魯
- 代王完顏宗雅，名 斛魯補
- 徐王完顏宗順，名 阿魯帶
- 薛王完顏宗懿，名 阿鄰
- 原王完顏宗本，名 阿魯
- 翼王完顏鶻懶
- 豐王完顏宗美，名 胡里甲
- 鄆王完顏神土門
- 霍王完顏斛孛束
- 蔡王完顏斡烈
- 畢王完顏宗哲，名 鶻沙

## 評價
- 元朝官修正史《金史》脱脱等的評價是：“天辅草创，未遑礼乐之事。太宗以斜也、宗幹知国政，以宗翰、宗望总戎事。既灭辽举宋，即议礼制度，治历明时，缵以武功，述以文事，经国规摹，至是始定。在位十三年，宫室苑籞无所增益。末听大臣计，传位熙宗，使太祖世嗣不失正绪，可谓行其所甚难矣！”[5]

## 軼聞
- 傳說金太宗長相與宋太祖的畫像神似，由於民間相傳北宋初年宋太祖被其弟宋太宗所殺而遭奪位的傳聞，因此盛傳金太宗是宋太祖投胎，要滅了宋太宗一家來報仇。作為宋太宗後裔宋高宗為了南宋統治的正統性，以及自己唯一的兒子赵旉已經早逝[6]，寧可把帝位傳回宋太祖一脈，於是以太祖後代趙昚（太祖四子秦王趙德芳後裔）為養子，禪以帝位，是為宋孝宗。
- 宋人赵子砥《燕云录》、《靖康稗史笺证》所收宋无名氏《呻吟语》记载：金朝曾发誓只有出兵时才用国库的财货，但金太宗私用过度，被其弟完颜杲告诉完颜宗翰，于是群臣扶太宗下殿，指责他背誓之罪，廷杖二十，再扶上殿，完颜杲、完颜宗翰以下再谢罪。

## 影視形象

### 電視劇
| 年份   | 地區             | 作品               | 演員   |
| 1988年 | 台湾中華電視公司 | 《八千里路云和月》 | 赵强   |
| 2013年 | 中國             | 《精忠岳飞》       | 李振起 |

## 周边同时代君主
辽
- 天祚帝（1101年—1125年）
- 耶律雅里（1123年）

宋
- 宋徽宗（1100年—1125年）
- 宋钦宗（1125年—1127年）
- 宋高宗（1127年—1162年）

楚
- 张邦昌（1127年）

齐
- 刘豫（1130年—1137年）

西辽
- 耶律大石（1124年—1143年）

西夏
- 夏崇宗（1086年—1139年）

高丽
- 高丽仁宗（1122年—1146年）

## 延伸阅读
[在维基数据编辑]
 《金史·卷3》，出自脱脱《遼史》